# Jean-Claude Aubé

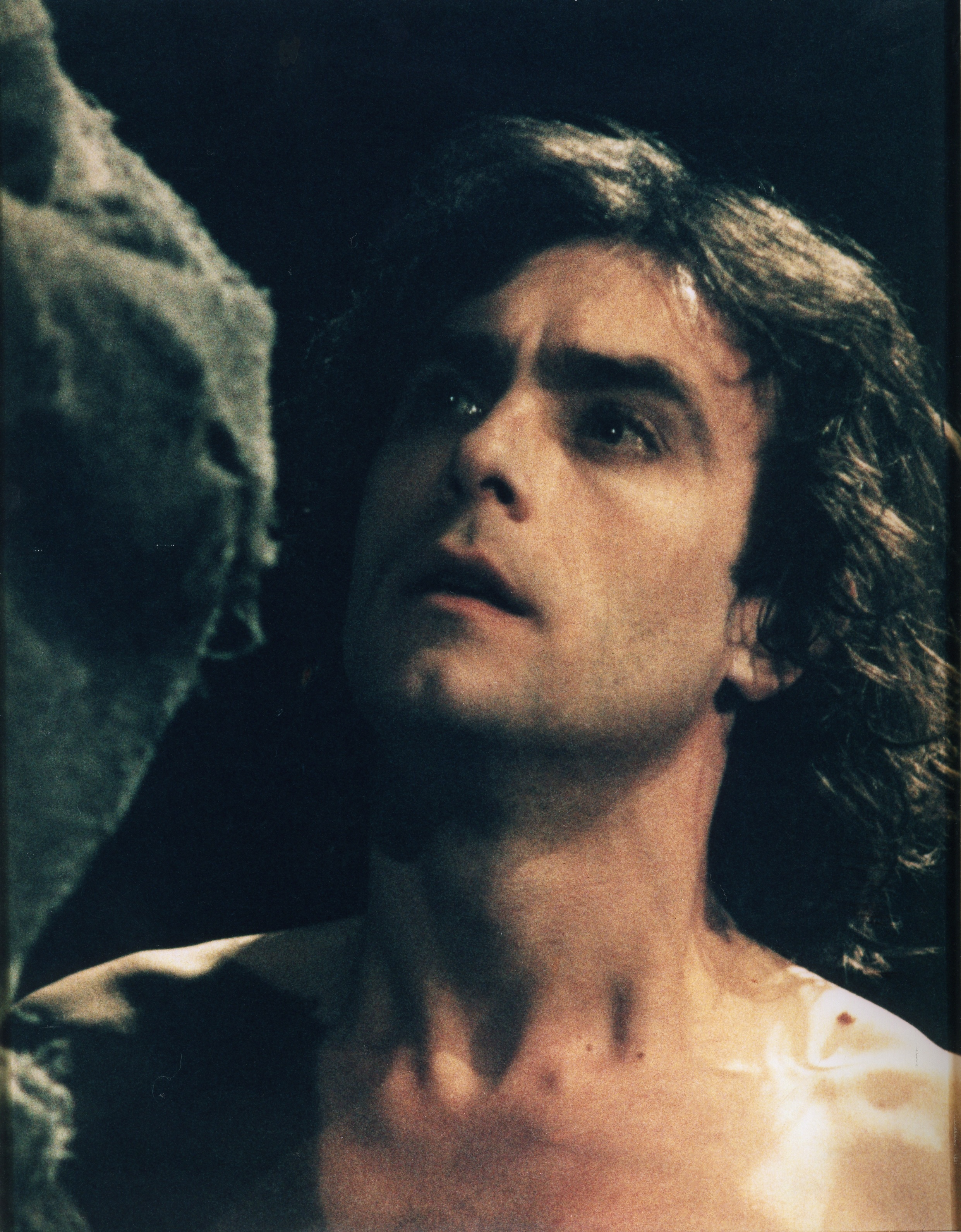
Jean-Claude Aubé en El rey Lear, con Jean Marais

Jean-Claude Aubé (29 de septiembre de 1944-15 de febrero de 1988) fue un bailarín y actor de nacionalidad francesa.

## Biografía
Nacido en Château-Landon, France, tras iniciar estudios en la Escuela Normal Superior de París con el fin de hacerse maestro, decidió interrumpir su formación para dedicarse al ballet.
En 1965 formaba parte de la compañía de Roland Petit, y participó como bailarín en espectáculos junto a Zizi Jeanmaire, trabajando igualmente en numerosos shows televisivos, muchos producidos por Maritie y Gilbert Carpentier.
Aube actuó bajo la dirección de coreógrafos como Arthur Plasschaert, Jean Moussy y Victor Upshaw en el Olympia de París, así como en programas televisivos dirigidos por Jean-Christophe Averty.
A principios de los años 1970 siguió los cursos teatrales de Jean-Laurent Cochet a lo largo de tres años, actuando posteriormente en diferentes producciones teatrales. A lo largo de su carrera tuvo la oportunidad de actuar junto a intérpretes como Jean Marais, Robert Hirsch, Francis Perrin, Jean-Philippe Puymartin, Marion Loran y Annie Sinigalia, entre otros.
Además de actuar, escribió y llevó a escena el espectáculo Les enfants du soleil, concebido a partir de textos de Jacques Prévert.
En 1977 fue contratado por FR3 para trabajar como locutor, trabajando para diferentes programas hasta el año 1982.
Jean-Claude Aubé falleció en París, Francia, en 1988, a causa de un SIDA.

## Teatro
- 1969 : Le marchand de soleil, de Robert Thomas y Jacques Mareuil, escenografía de Robert Manuel, con Tino Rossi y Robert Manuel, Théâtre Mogador[1]
- 1970 : La Revue, con Zizi Jeanmaire en un espectáculo de Roland Petit en el Casino de Paris[2]
- 1971 : Zizi je t'aime, con Zizi Jeanmaire en un espectáculo de Roland Petit, música de Serge Gainsbourg en el Casino de Paris
- 1972 : Hello, Dolly!, con Annie Cordy, escenografía de Raymond Vogel, Grand Théâtre de Nancy y Théâtre Mogador[3]
- 1972 : Les oiseaux sur la branche, de James Sparow, con Jean-Pierre Rambal, Michel Elias y Jean-Pierre Brossmann
- 1973 : Douchka, con Paulette Merval y Lucette Raillat, escenografía de Jacques Charon, Théâtre Mogador[4]
- 1974 : Le Sexe faible, de Édouard Bourdet, escenografía de Jean-Laurent Cochet, Théâtre de l'Athénée
- 1975 : Trésor party, de Bernard Régnier, escenografía de Jacques Ardouin, con Francis Perrin y Nicole Jamet, Théâtre Édouard VII
- 1978-1979 : El rey Lear, de William Shakespeare, con Jean Marais, escenografía de Yves Gasc, Festival de Vaison La Romaine y Théâtre de l'Athénée[5]
- 1980 : Les Caprices de Marianne, de Alfred de Musset, escenografía de Jean-Pierre Barlier, con Yves Marchand y Annie Sinigalia, Festival de la mer (Sète)[6] y Espace Duchamp-Villon
- 1980 : Deburau, de Sacha Guitry, escenografía de Jacques Rosny, con Robert Hirsch y Jean-Philippe Puymartin, Théâtre Édouard VII
- 1981 : Merci Prévert, montaje poético, escenografía de Jean-Pierre Barlier
- 1982 : Deburau, de Sacha Guitry, escenografía de Jacques Rosny, Théâtre des Célestins
- 1985 : La parenthèse de sang, escenografía de Sanvi Panou, Espace Kiron[7]
- 1986 : Británico, de Jean Racine, escenografía de Bernard Pisani, Théâtre Mouffetard
- 1987 : Momo, de Jean-Claude Darnal, escenografía de Nicolas Bataille, Théâtre Déjazet

## Filmografía

### Televisión
- 1968 : Dim Dam Dom, Sylvie Vartan canta Comme un garçon acompañada por los bailarines de los ballets René Golliard
- 1968 : Cinq danseurs dans une caméra, de Jacques Audoir, interpretado por Michèle Alba, Yvonne Mestre, Fabienne Pradal, Jean-Claude Aubé y Arthur Plasschaert
- 1968 : La déesse et les ordinateurs, de Vladimir Forgency, coreografía de Pierre Duvillard con Sonia Petrovna
- 1972 : Les oiseaux sur la branche, de James Sparow, con Jean-Pierre Rambal, Michel Elias y Jean-Pierre Brossmann
- 1975 : Au théâtre ce soir : Trésor party, de Bernard Régnier a partir de una novela de P. G. Wodehouse, escenografía de Jacques Ardouin, dirección de Pierre Sabbagh, Théâtre Édouard VII
- 1977 a 1982 : Speakerin
- 1980 : La petite valise, con Paulette Dubost, dirección de Roger Dallier
- 1982 : Deburau, de Jean Prat
- 1983 : Les beaux quartiers, de Jean Kerchbron
- 1986 : Catherine, de Marion Sarraut
- 1986 : Alice, de Jean-Pierre Prévost, con Marion Loran

### Cine
- 1966 : La guerre est finie, de Alain Resnais, con Geneviève Bujold y Yves Montand
- 1986 : Un homme et une femme : vingt ans déjà, de Claude Lelouch